# Берёзовый (Ростовская область)

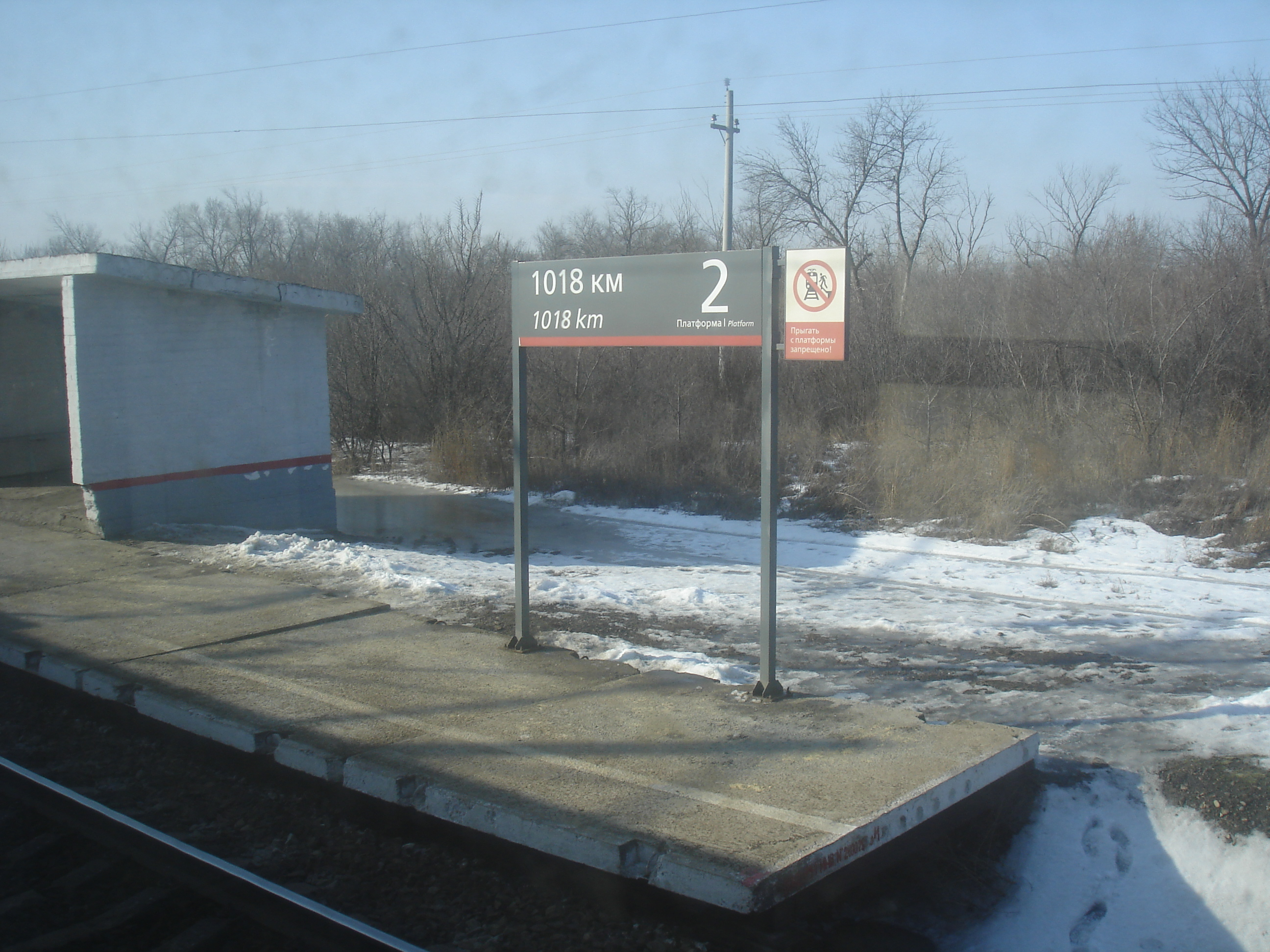
Аншланг «1018 км»

Берёзовый — хутор в Каменском районе Ростовской области.
Административный центр Астаховского сельского поселения.

## Население
| 2010 |
| ---- |
| 614  |

## Улицы
| - пер. Будённого - ул. Ленина - ул. Мира - пер. Некрасова | - пер. Подтелкова - пер. Свободы - пер. Титова |

## Транспорт
Хутор доступен автомобильным и железнодорожным транспортом.
На хуторе находится остановочный пункт Северо-Кавказской железной дороги 118 км.